# Urago Mella
Urago Mella è un quartiere della città di Brescia. Fu comune autonomo fino al 1867, quando fu incorporato nel territorio del comune di Fiumicello Urago.

## Geografia fisica
Il territorio del quartiere confina a nord con il comune di Collebeato, a ovest con quello di Cellatica, a sud con il quartiere di Chiusure, deliminato da via Torricella. A est, l'area del quartiere è delimitata dal corso del fiume Mella. L'antico comune rispettava gli attuali confini del quartiere, ad eccezione di quello occidentale: l'insenatura della Valle Bresciana apparteneva al comune di Fiumicello.
Il territorio del quartiere è caratterizzato dai rilievi del Picastello e del Monte Ratto, mentre la parte residenziale è pianeggiante.

## Origine del nome
Il toponimo deriverebbe dal celtico ur che significherebbe "acqua", "fiume" oppure "sorgente", cui si è aggiunto il suffisso celtico, "ragh" che significhebbe "davanti", "sporge" o "si protende verso". Per distinguerlo da Urago d'Oglio, il toponimo fu rafforzato indicando il vicino fiume Mella.

## Storia
Come rivela l'origine del toponimo, Urago Mella si trovò in una posizione strategica fin dai tempi antichi: lo studioso Gianbattista Cacciamali ipotizzò che il rilievo del  Picastello potesse ospitare dei cacciatori-predoni in grado di assalire le tribù nomadi che si trovavano sulla pianura verso il fiume. È possibile che i galli cenomani si fossero insediati nei pressi per controllare il guado dell'ipotizzato sentiero preistorico che avrebbe costeggiato le prealpi lombarde e che in seguito fu sostituito dal ponte di epoca romana della Via Gallica, verso Tellegate e Mediolanum, riportata anche nell'Itinerarium Burdigalense.
Il villaggio gallico divenne probabilmente un vicus romano: lo sviluppo della zona in quell'epoca è confermato da lapidi e iscrizioni rinvenute nel territorio: sei a Urago centro, tre a Ponte Crotte e una alla Torricella di sopra, dove si sono trovate anche delle tombe. Alcune lapidi sono dedicate ai lavoratori della lana, detti centonari, facendo presumere che fosse sviluppata la produzione di quel tessuto, ma vi sono dediche anche alle gens dei Triumplini e dei Benacensi, a soldati e a osti.
Nel 760, il longobardo Re Desiderio assegnò parte del territorio di Urago alle monache di San Salvatore che avviarono la bonifica dei terreni impaludatisi dopo la caduta dell'Impero Romano. Il monastero assunse anche la gestione dell'ospizio per pellegrini detto "Ospitale Denni" (Ospedale del Vescovo) che diede poi nome alla località di Ospedaletto.

### Autonomia comunale
Poco dopo l'anno Mille, Urago fece parte della Pieve urbana che l'imperatore Corrado II assegnò al potere temporale del Vescovo di Brescia con un diploma del 15 luglio 1037. Nei due secoli successivi si assistette al progressivo affrancamento di coloni e livellari del Monastero di San Salvatore che costituirono isole di proprietà privata fra i terreni dei monaci. Nel Duecento gli atti notarili presentano i nomi di diversi proprietari provenienti da Urago Mella che costituirono una vicinia e quindi un comune.
Il comune di Urago Mella è citato nell'Estimo Visconteo del 1385 come appartenente alla quadra con capoluogo Gussago. Nel 1429, all'indomani della conquista del bresciano da parte della Serenissima fece parte della quadra di Lumezzane, poi, almeno dal 1493, a quella di Nave.
Nel Cinquecento, si assistette alla progressiva riduzione delle proprietà dei monasteri. Fra i nuovi proprietari privati, spiccò il pittore Romanino che, possedendo terreni alla località detta del Carretto, lasciò alla parrocchiale uraghese una pala dedicata all'Annunciazione.
Nel 1764, il paese aveva 196 abitanti.
Alla fine del Settecento, l'arrivo dei rivoluzionari francesi portò alla costituzione della repubblica Bresciana (1797) presto sostituita dalla Cisalpina (1797-1802) e dall'Italiana (1802-1805). Nel 1797, Urago di Mella fu indicato come luogo del Cantone di Garza Occidentale. Nel settembre 1798, Urago Mella fu definito come comune appartenente al Dipartimento del Mella del distretto centrale di Brescia.
A seguito della riorganizzazione della Repubblica in Regno d'Italia, nel giugno 1805 il comune fu soppresso e aggregato a quello di Brescia.
Il 1º maggio 1816 riottenne l'autonomia comunale a seguito della riorganizzazione amministrativa del Regno Lombardo-Veneto, prevista dalla notificazione 12 febbraio 1816, e fu assegnato al I Distretto della Provincia di Brescia. A Urago fu assegnato il territorio della Stocchetta, poi ceduto a San Bartolomeo nel 1844.
Dopo l'esito della Battaglia di Solferino e San Martino e secondo quanto previsto dalla legge Rattazzi, Urago Mella mantenne l'autonomia comunale sia sotto il Regno di Sardegna (1859-61) sia sotto il Regno d'Italia. Nella nuova riorganizzazione amministrativa fu inserito nel III III Mandamento e nel I Circondario della nuova Provincia di Brescia. Il 1º gennaio 1868 fu soppresso e fu aggregato al territorio del comune di Fiumicello, che cambiò nome in Fiumicello Urago. Pochi anni dopo, il 1º luglio 1880, anche Fiumicello Urago subì lo stesso destino e fu aggregato a Brescia.

### Frazione e quartiere di Brescia
Durante la prima guerra mondiale, la scuola elementare della frazione fu riconvertita in ospedale militare, mentre nella Valle Bresciana si insediò un raggruppamento di mitraglieri: per le esercitazioni fu costruita la "strada delle trincee" con postazioni per mitragliatrici e gallerie. Stando a una lapide posta presso Villa Carolina, il generale Armando Diaz vi soggiornò brevemente nel 1918.
Nel 1924 fu fondata la banda musicale parrocchiale denominata "Corpo Bandistico Urago Mella".
Alla fine degli anni venti, fu demolito il quartiere delle Pescherie per fare spazio alle costruzioni di Piazza Vittoria: gli abitanti del quartiere furono sfrattati e insediati in un villaggio di quindici baracche disposte su due file a ovest del fiume Mella e a est di via Collebeato. Il villaggio, detto degli sfrattati, sopravvisse fino agli anni Sessanta: grazie all'iniziativa del sacerdote Giacomo Vender, negli anni precedenti fu possibile trasferire gli abitanti nelle nuove costruzioni sorte nei pressi.
Nel secondo dopoguerra la frazione vide un discreto sviluppo urbanistico con la costruzione dei quartieri Cesare Abba, Torricella e Pendolina che portò il quartiere ad avere più di 12 000 abitanti. All'inizio degli anni Settanta, anche a Urago Mella, come presso altri quartieri di Brescia, sorse un comitato, eletto da un'assemblea di residenti. Nel luglio di due anni dopo, il consiglio comunale votò a favore della costituzione dei consigli di quartiere. L'elezione del consiglio di Urago Mella si tenne il 17 novembre 1974.
Nel 1977, la Giunta Trebeschi recepì la legge 278/1976, suddividendo il territorio comunale in nove circoscrizioni. Il quartiere fu assegnato alla Terza circoscrizione, assieme a Chiusure, il Villaggio Violino e il Villaggio Badia: la Circoscrizione fu detta dell'Oltremella perché formata dai quartieri che si trovavano a ovest del fiume. Vent'anni dopo, la Giunta Corsini ridusse il numero delle circoscrizioni portandole da nove a cinque e l'intera circoscrizione fu assegnata alla Ovest.
Nel 2014 a seguito dell'abolizione delle circoscrizioni per i nuovi limiti imposti dalla legge 191/2009, la Giunta Del Bono decise di ricostituire gli organi consultivi di rappresentanza dei quartieri. Le prime elezioni del consiglio di quartiere si tennero in tutta la città il 14 ottobre.

## Monumenti e luoghi d'interesse

### Architetture religiose

Pieve della Natività della Beata Vergine Maria

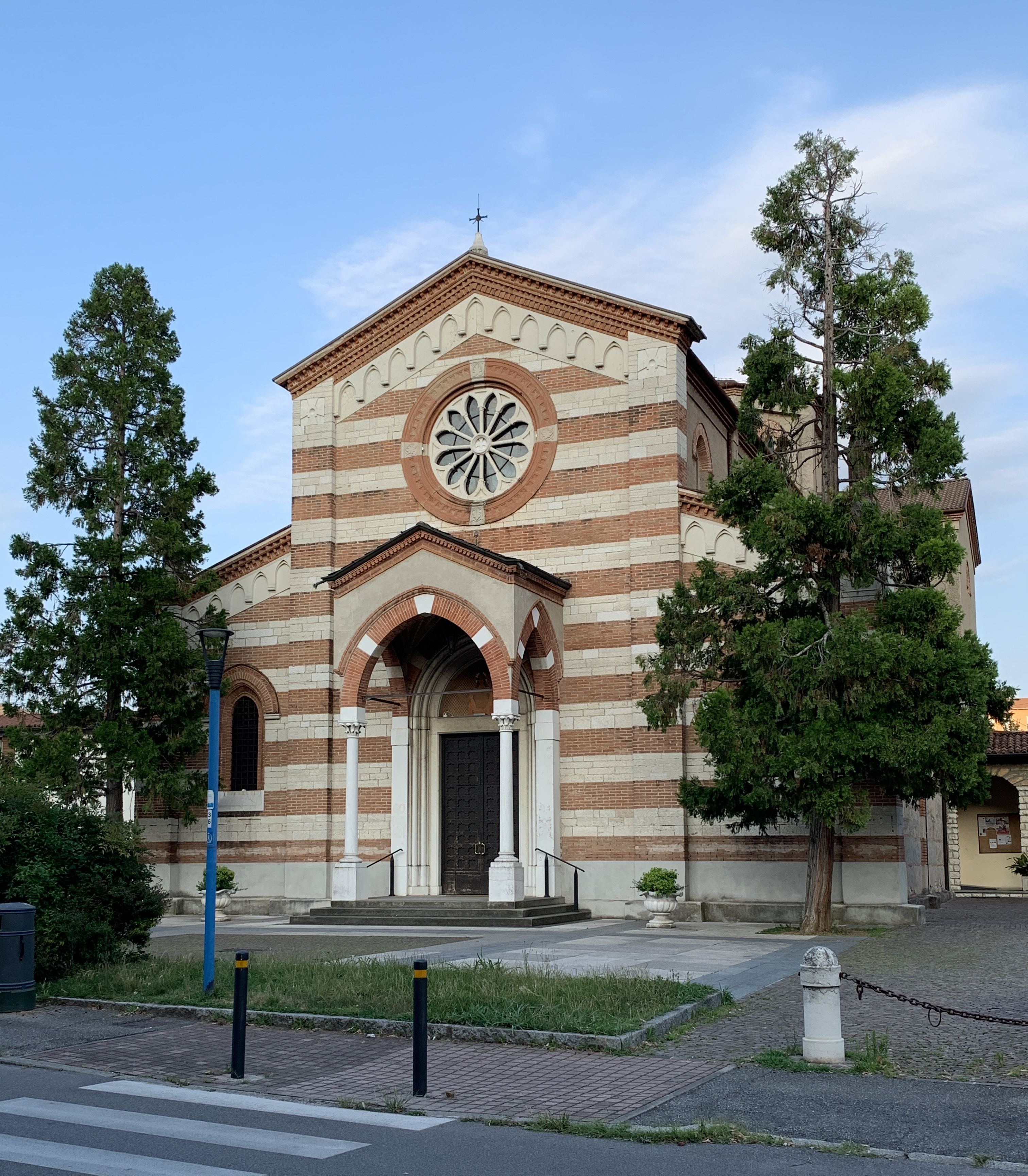
Chiesa della Natività Della Beata Vergine

- Chiesa di Santo Spirito: costruita per volere di don Giacomo Vender nel quartiere degli sfrattati per la costruzione di Piazza Vittoria, fu consacrata nel 1969[21];
- Pieve della Natività della Beata Vergine Maria: costruita nel X secolo, anche se i primi documenti attestano la sua esistenza a partire dal 1166. Sconsacrata nel 1914, con la consacrazione della nuova chiesa, e da allora reimpiegata per altri usi[22];
- Chiesa della Natività della Beata Vergine Maria: progettata dall'architetto Giovanni Tagliaferri e consacrata dal vescovo di Brescia Giacinto Gaggia nel 1914[23];
- Chiesa del Divin Redentore: a servizio del quartiere Pendolina, è stata consacrata nel 1979[24];
- Chiesa di santa Giovanna Antida, progettata dall'architetto Luigi de Bonetti da Cortina d'Ampezzo, fu completata nel 1977 a servizio del quartiere Cesare Abba[25].

### Architetture civili
- Edificio monumentale al Ponte Crotte, oggi in abbandono, costruzione ottocentesca che ingloba elementi più antichi (XVI secolo).

### Architetture militari
- Strada delle trincee: costruita lungo la valle bresciana e sul crinale del Picastello per le esercitazioni dell'Esercito Italiano durante la prima guerra mondiale[5].

### Aree naturali
- Parco delle colline

## Società

### Religione
Il quartiere è soggetto all'Unità pastorale don Giacomo Vender della diocesi cattolica di Brescia che ha riunito le quattro parrocchie in cui era suddiviso il quartiere: Divin Redentore (Pendolina), Natività della Beata Vergine Maria (centro storico di Urago Mella), Santo Spirito (don Vender), Santa Giovanna Antida (Quartiere Abba).

## Cultura

### Istruzione
- Scuola primaria Don Giacomo Vender
- Scuola primaria Goffredo Mameli
- Scuola primaria Pietro Emilio Tiboni
- Scuola secondaria di primo grado Divisione Tridentina

### Arte
Nel quartiere ha sede la Libera Accademia di Belle Arti (LABA).

## Infrastrutture e trasporti
Nel quartiere residenziale della Pendolina è presente il capolinea della 2 che passa per il centro fino a giungere al Centro Fiera. Urago Mella è servito anche dalla 13 (Gussago - Poliambulanza) e dalla 16 (Onzato - Sanpolino).

## Amministrazione

### Sindaci del Regno d'Italia
| Periodo | Periodo | Primo cittadino  | Partito | Carica  | Note   |
| ------- | ------- | ---------------- | ------- | ------- | ------ |
| 1860    | 1867    | Edoardo Camplani |         | Sindaco | [ 28 ] |

## Sport
Nel quartiere ha sede il campo di rugby Bruno Menta e il palazzetto polivalente "Collebeato" gestito dal Centro sportivo San Filippo.

### Storia locale
- Lisa Cesco, Diego Serino, 30 anni di partecipazione: l'esperienza delle circoscrizioni a Brescia. Circoscrizione Ovest, Brescia, Comune di Brescia, 2010.
- Maurillio Lovatti, Marco Fenaroli, Governare la città. Movimento dei quartieri e forze politiche a Brescia 1967-77, Brescia, Nuova ricerca editrice, 1978.
- Antonio Fappani (a cura di), "Enciclopedia bresciana. Vol. V: G-Gn", Brescia, "La voce del popolo: Fondazione Opera diocesana San Francesco di Sales", 1982.
- Antonio Fappani (a cura di), "Enciclopedia bresciana. Vol. XX: Ue - Ve", Brescia, "La voce del popolo: Fondazione Opera diocesana San Francesco di Sales", 2005.
- Le elezioni dei Consigli di Quartiere a Brescia nel 2014 (PDF), su comune.brescia.it. URL consultato il 29 maggio 2022 (archiviato dall'url originale il 13 giugno 2022).

### Storia amministrativa
- Raccolta dei decreti del Governo provvisorio bresciano e di altre carte pubblicate a quell'epoca colle stampe. Volume secondo, Brescia, Tipografia dipartimentale del Mella, 1804.
- Raccolta delle leggi, proclami, ordini ed avvisi nell'anno VI Repubblicano. Tomo V, Milano, Luigi Velandini, 1798.
- Raccolta delle leggi, proclami, ordini ed avvisi nell'anno VII Repubblicano. Tomo VI, Milano, Luigi Velandini, 1798.
- Bollettino delle leggi del Regno d'Italia. Parte Prima. Dal I gennaio al 30 giugno 1805, Milano, Stamperia Reale, 1805.
- Atti del Governo di Lombardia. Parte Prima. Dal 1° Gennajo al 30 Giugno 1816, Milano, Imperial Regia Stamperia, 1816.
- Raccolta degli atti dei governi di Milano e di Venezia e delle disposizioni generali emanate dalle diverse autorità in oggetti si amministrativi che giudiziarj. Volume II, Milano, Imperial Regia Stamperia, 1844.
- Collezione celerifera delle leggi, decreti, istruzioni e circolari pubblicate nell'anno 1859, Torino, Stamperia Reale, 1860.